# Bí mật núi Andes
Bí mật núi Anđen (tiếng Đức: Das Geheimnis der Anden) là một bộ phim trinh thám của đạo diễn Rudi Kurz, ra mắt lần đầu năm 1972.

## Diễn viên
- Ioana Bulca
- Wolfgang Dehler... Howard
- Iona Bulca... Kate
- Lyubomir Dimitrov
- Erwin Geschonneck... Giáo sư Pineto
- Hanna Giza
- Wolfgang Greese... Langner
- Gerd Michael Henneberg... Bác sĩ Seibold
- Ewa Krzyzewska
- Hans-Peter Minetti... Giáo sư Datford
- Gojko Mitic... Felipe
- Horst Schulze... Bác sĩ Jansen
- Angel Stojanow Giáo viên Cuadros
- Andrzej Szalawski
- Joachim Tomaschewsky
- Jürgen Zartmann
- Tristan Ruiz Same... Tambo (Cậu bé da đỏ)